# Eredivisie (mannenhandbal) 1979/80
De Eredivisie is de hoogste afdeling van het Nederlandse handbal bij de heren op landelijk niveau. In het seizoen 1979/1980 werd NCR/Blauw-wit landskampioen. AHC '31 en Swift Arnhem degradeerden naar de Eerste divisie.

## Opzet
De twaalf teams spelen in competitieverband tweemaal tegen elkaar. De nummer één mag zich landskampioen van Nederland noemen, de nummers elf en twaalf degraderen naar de eerste divisie.

## Teams
| Club                          | Plaats     | Provincie     | Trainer           | Hal                                                        |
| ----------------------------- | ---------- | ------------- | ----------------- | ---------------------------------------------------------- |
| AHC '31                       | Amsterdam  | Noord-Holland | Wim de Wit        | Sporthallen Zuid                                           |
| Attila                        | Utrecht    | Utrecht       | Harry Schrik      | Catharynehal Sporthal Goograven                            |
| NCR/Blauw-Wit                 | Neerbeek   | Limburg       | Piet Kivit        | De Haamen                                                  |
| E en O                        | Emmen      | Drenthe       | George van Noesel | Sporthal aan de Valtherstraat Angelslo (per december 1979) |
| De Gazellen                   | Doetinchem | Gelderland    | Ton van Linder    | De Rozengaarde                                             |
| Duyvestein Wintersport/Hermes | Den Haag   | Zuid-Holland  | Ton van der Beek  | De Vliegermolen                                            |
| Van der Voort/Quintus         | Kwintsheul | Zuid-Holland  | Leo van Velzen    | Van der Voorthal                                           |
| Sittardia                     | Sittard    | Limburg       | Guus Cantelberg   | Stadssporthal                                              |
| Swift Arnhem                  | Arnhem     | Gelderland    | Gert Kralisch     | Sporthal Elderveld                                         |
| Vlug en Lenig                 | Geleen     | Limburg       | Pim Rietbroek     | Sporthal Groestaat                                         |

## Stand
| Pos | Club                          | Wed | W  | G | V  | Ptn | DV  | DT  | +/− | Opmerking                                        |
| --- | ----------------------------- | --- | -- | - | -- | --- | --- | --- | --- | ------------------------------------------------ |
| 1   | NCR/Blauw-Wit                 | 18  | 15 | 3 | 3  | 32  | 298 | 249 | +49 | Landskampioen, gekwalificeerd voor de Europa Cup |
| 2   | Sittardia                     | 18  | 11 | 2 | 5  | 25  | 328 | 295 | +33 | Gekwalificeerd voor de Cup Winners’ Cup          |
| 3   | Vlug en Lenig                 | 18  | 10 | 2 | 6  | 22  | 295 | 281 | +14 |                                                  |
| 4   | De Gazellen                   | 18  | 9  | 1 | 8  | 19  | 303 | 298 | +5  |                                                  |
| 5   | Duyvestein Wintersport/Hermes | 18  | 9  | 1 | 8  | 19  | 260 | 261 | -1  |                                                  |
| 6   | E en O                        | 18  | 5  | 4 | 9  | 14  | 311 | 318 | -7  |                                                  |
| 7   | Van der Voort/Quintus         | 18  | 5  | 4 | 9  | 14  | 249 | 269 | -20 |                                                  |
| 8   | Attila                        | 18  | 5  | 3 | 10 | 13  | 286 | 318 | -32 |                                                  |
| 9   | Swift Arnhem                  | 18  | 5  | 2 | 11 | 12  | 255 | 311 | -56 | Degradeert naar de eerste divisie                |
| 10  | AHC '31                       | 18  | 4  | 2 | 12 | 10  | 283 | 298 | -15 | Degradeert naar de eerste divisie                |

## Handballer van het jaar
In september 1980 kozen lezers van het blad handbal de beste handballer van het jaar. De resultaten werden bekendgemaakt op tijdens de bijeenkomst waar ook het jaarverslag van het Nederlands Handbal Verbond werd gepresenteerd.
| Pos | Naam          | Club          |
| --- | ------------- | ------------- |
| 1   | Ger Norbart   | Sittardia     |
| 2   | Piet Kivit    | NCR/Blauw-Wit |
| 3   | Peter Verjans | NCR/Blauw-Wit |